# 1779 год в науке
В 1779 году были различные научные и технологические события, некоторые из которых представлены ниже.

## События
- 14 февраля — на Гавайских островах погиб капитан Джеймс Кук. Британскую экспедицию возглавил Чарльз Кларк[1].
- На вооружение английского флота поступили карронады.

## Родились
- 21 февраля — Фридрих Карл фон Савиньи, немецкий правовед (ум. 1861).
- 24 февраля — Матия Ахацел, каринтийский словенский филолог, публицист, фольклорист (ум. 1845).
- 16 апреля — Джованни Ингирами, итальянский астроном (ум. 1851).
- 2 мая — Александр Яковлевич Глотов, офицер Русского императорского флота, изобретатель, автор ряда трудов по морской тематике (ум. 1825).
- 3 мая — Жан Венсан Феликс Ламуру, французский ботаник и зоолог (ум. 1825).
- 3 июня — Пьер Амедей Эмилиан Проб Жобер, французский ориенталист (ум. 1847).
- 7 августа — Карл Риттер, немецкий географ (ум. 1859).
- 24 августа — Дитрих Георг фон Кизер, немецкий медик (ум. 1862).

## Скончались
- 14 февраля — Джеймс Кук, английский военный моряк, исследователь, картограф.
- 21 июля — Михаэль Адельбульнер, немецкий математик, физик и астроном.
- 18 октября — Патрик д’Арси, инженер,физик и математик, член Парижской академии наук.
- 16 ноября — Пер Кальм, финский (шведский) естествоиспытатель, путешественник.